# Застава Хесена
Застава Хесена је застава немачке савезне државе Хесена. Сачињена је од црвене и беле боје. Користи пропорције 3:5. Народна застава подсећа на заставу Монака и Индонезије.
Боје црвене и беле су засноване на оној на грбу Лудовинга, који приказује лава са деветоструком хоризонталном белом и црвеном поделом.
Одређено је неколико званичних дана заставе. Ових дана на свим званичним зградама мора да се вијори застава Хесена (поред заставе Европске уније и Немачке).  Ти дани су:
| Датум                    | Име                                      | Разлог                                                                                           |
| ------------------------ | ---------------------------------------- | ------------------------------------------------------------------------------------------------ |
| 27 јануар                | Дан сећања на жртве националсоцијализма  | годишњица ослобођења концентрационог логора Аушвиц (1945.)                                       |
| 1. мај                   | Празник рада                             | Основан за немачке синдикате ради демонстрација за промоцију радничких права                     |
| 9. мај                   | Дан Европе                               | годишњица Шуманове декларације (1950.)                                                           |
| 23. мај                  | Дан уставности                           | годишњица немачког основног закона (1949)                                                        |
| 17. јун                  | Годишњица 17. јуна 1953                  | Годишњица устанка 1953. у ДДР                                                                    |
| 20. јул                  | годишњице 20. јуна 1944                  | Годишњица неуспелог покушаја атентата на Адолфа Хитлера од стране Клауса фон Штауфенберга (1944) |
| Друга недеља у септембру | Хесијски дан сећања на жртве депортације | Да одају почаст свим особама које живе у Хесену које су страдале од депортације                  |
| 3. октобар               | Дан немачког јединства                   | годишњица уједињења Немачке (1990.)                                                              |
| Друга недеља пред Адвент | Дан жалости                              | У знак сећања на све погинуле у рату                                                             |
| 1. децембар              | Дан устава Хесена                        | Годишњица хесенског устава (1946.)                                                               |

1. ↑  „Beflaggungstermine in Hessen | Hessisches Ministerium des Innern und für Sport”. innen.hessen.de. Архивирано из оригинала 17. 09. 2021. г. Приступљено 2021-04-22.